# 아카시역
아카시역(일본어: 明石駅 아카시에키[*])은 일본 효고현 아카시시에 위치한 서일본 여객철도의 역이다. 아카시시의 중심역이지만 인접하는 고베시 니시구의 이용자들도 많다.
오사카 방면에서의 하행선 쾌속 열차는 보통 열차가 니시아카시역에 종착하는 것에 대비하여 아카시 역에서부터 각 역에 정차하며 (상행선은 그 반대), 산인 방면으로의 특급 열차들도 신칸센과 연계되는 니시아카시역이 아닌 이 역에 정차한다.

## 역 구조

### 승강장
섬식 승강장으로 2면 4선의 고가역이다. 열차선과 전철선에 각각 1개씩 승강장이 있다. (쌍섬식 승강장) 위치로는 역사의 바로 위에 해당한다.
어번 네트워크 구역의 일부로 이코카 및 제휴 IC 카드를 사용할 수 있다.
| 1 | ■ JR 고베 선 (하행 열차선) | 니시아카시・히메지 방면           | (쾌속·보통, 쾌속 열차는 이 역에서 보통으로 전환)                          |
| 2 | ■ JR 고베 선 (상행 전차선) | 산노미야・아마가사키・오사카 방면 | (쾌속・보통, 니시아카시역 시발 보통 열차를 제외한 경우에는 쾌속으로 전환) |
| 3 | ■ JR 고베 선 (하행 열차선) | 니시아카시・히메지 방면           | (특급・신쾌속·일부 보통)                                                  |
| 4 | ■ JR 고베 선 (상행 열차선) | 산노미야・아마가사키・오사카 방면 | (특급・신쾌속·일부 쾌속)                                                  |

승강장 한개 당 1개씩, 총 2개의 대합실이 설치되어 있다. 내부의 좌석은 전부 북향으로, 일부는 휠체어 이용자를 위해 꺾여지는 구조로 되어 있다. 냉방 설비가 되어 있다.
위에 기재한 대로 낮 중에 전차선 승강장 (1·2번 승강장)에 각역정차와 쾌속이, 열차선 승강장 (3·4번 승강장)에 신쾌속과 특급이 정차하지만, 평일의 출퇴근 시간대에만 열차선 승강장에 정차하는 쾌속이 존재한다. 전차선의 쾌속의 인접정차역은 마이코역이지만 열차선의 쾌속의 인접정차역은 효고역으로 효고 역까지 무정차 운행한다.

## 역사
- 1888년 11월 1일: 산요 철도 효고역 ~ 아카시 역 간의 개통과 동시에 개업.
- 1888년 12월 23일: 산요 철도가 히메지역까지 연장하여 도중역이 되었다.
- 1906년 12월 1일: 산요 철도의 국유화에 따라 일본국유철도의 소속이 되었다.
- 1909년 10월 12일: 선로 명칭 제정으로 산요 본선의 역이 되었다.
- 1934년 9월 20일: 스마역 ~ 아카시 역 간 전기 철도 운전 개시.
- 1960년 4월 1일: 화물 취급 중지.
- 1964년 6월 28일: 구 역사에서 서쪽으로 약 160m 정도 떨어진 곳으로 이전. 고가역 영업 개시.
- 1995년 1월 17일: 한신·아와지 대지진에 의해 영업 중지
- 1995년 1월 23일: 영업 재개.
- 1996년 12월: 서쪽에 개찰구 신설.
- 2003년 11월 1일: 이코카의 사용이 개시되었다.

## 인접정차역
| 서일본 여객철도 산요 본선 | 서일본 여객철도 산요 본선 | 서일본 여객철도 산요 본선 |
| ------------------------- | ------------------------- | ------------------------- |
| 고베 쓰루가 방면          | ■ JR 고베 선 신쾌속       | 니시아카시 반슈아코 방면  |
| 마이코 마이바라 방면      | ■ JR 고베 선 쾌속         | 니시아카시 히메지 방면    |
| 아사기리 교토 방면        | ■ JR 고베 선 보통         | 니시아카시 방면           |